# Salón de los burgueses
El salón de los burgueses (en francés: Parloir aux bourgeois) era un edificio de París que fue sede de la alcaldía de París durante el siglo XIV.
El salón de los burgueses estaba situado en la montaña de Sainte-Geneviève. Estaba construido junto a una torre exterior de muro de Felipe II Augusto, detrás del refectorio del convento de los jacobinos, actualmente en la esquina norte de la calle Soufflot y la calle Victor-Cousin.

## Historia
A principios del siglo XIV, la sede del municipio de París, la «corporation des nautes», se encontraba en la montaña Sainte-Geneviève tras cambiarse del primer salón situado cerca del Grand-Châtelet, rue Saint-Leufroy, en el lugar llamado «El Valle de la Miseria».
El salón de los burgueses tiene una gran sala abovedada y una terraza pavimentada.
El salón de los burgueses dejó el salón del Barrio Latino en 1357 para instalarse en la casa de pilares comprada en la plaza de Grève por Étienne Marcel (actual sede del Ayuntamiento de París).

A principios del siglo XVI, el antiguo salón de los burgueses fue cedido por Luis XII a los jacobinos, cuyo convento estaba situado al otro lado de la muralla. Se conservó hasta mediados del siglo XIX, fue demolido en las remodelaciones urbanísticas que extendieron las calles Soufflot y Victor-Cousin.

Salón de los burgueses
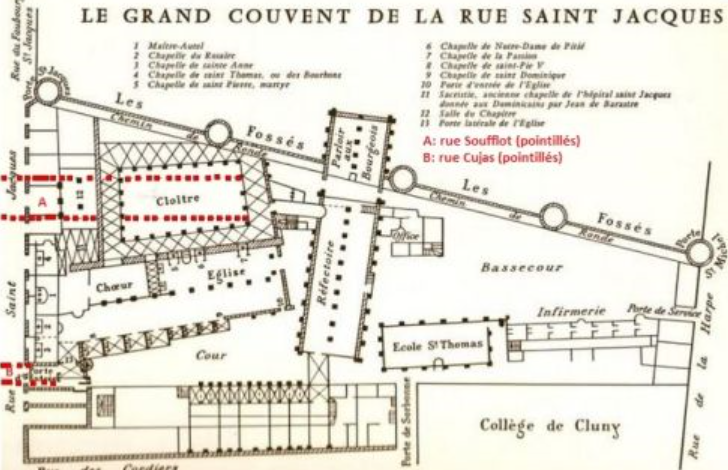
Salón de los burgueses, Dictionnaire raisonné de l’architecture française de Viollet-le-Duc .
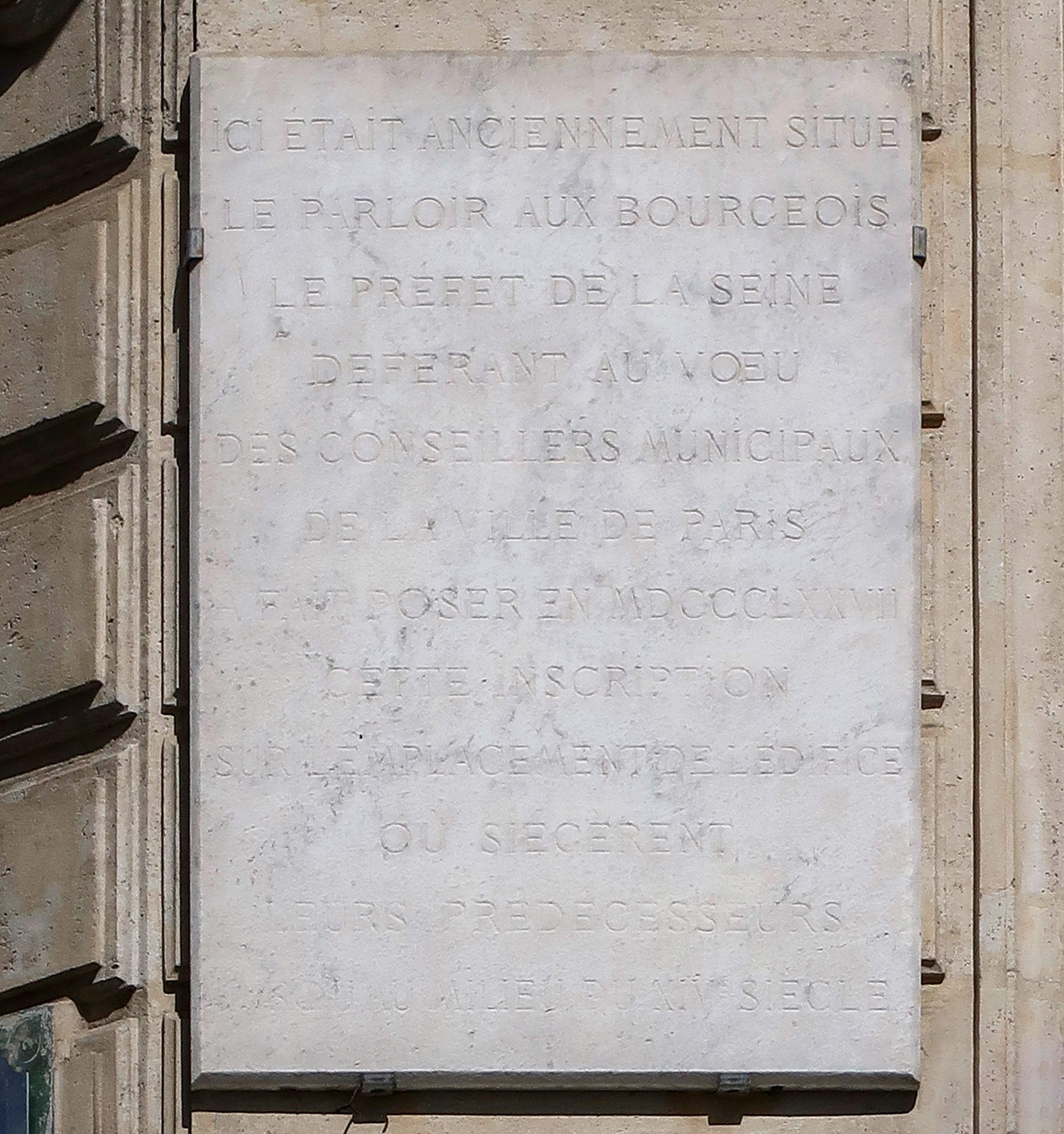
Placa 20 calle Soufflot, en el cruce con la calle Victor-Cousin.

En 1877, el prefecto del Sena, Ferdinand Duval, instaló una placa conmemorativa, todavía visible hoy en día: «Antiguamente, este era el salón de los burgueses. El prefecto del Sena, acatando la voluntad de los concejales de París, mandó colocar esta inscripción en MDCCCLXXVII, en el lugar donde se asentaron sus predecesores hasta mediados del siglo XIV».